# تزجيج عازل

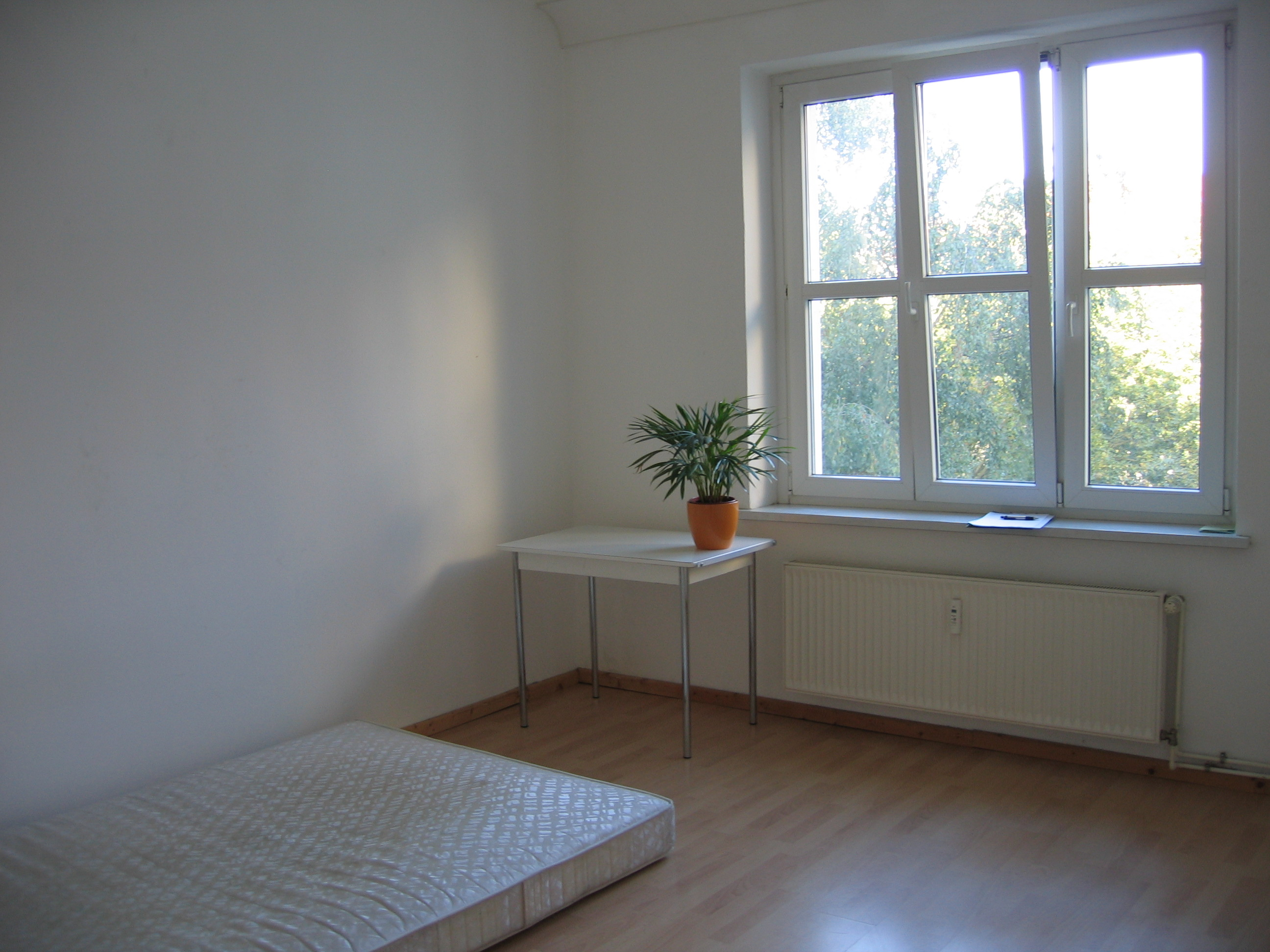
تركيب نموذجي للزجاج العازل في النوافذ.

التزجيج العازل أو الزجاج العازل (بالإنجليزية: Insulated glazing)‏، هي وحدة زجاج للعزل الحراري، وهي مكونة من طبقتين أو أكثر من الزجاج متباعدتين عن بعضها ومختومة بإحكام لتشكيل وحدة زجاجية تحتوي كمية من الهواء بين كل طبقتين من الزجاج. يتم استخدام هذه الوحدات لتحسين الأداء الحراري للزجاج في المنزل. تقوم هذه التركيبة؛ الهواء وطبقات الزجاج، بإعطاء المنظومة قدرة عزل حراري كبيرة.
تختلف قدرة ألواح الزجاج في العزل باختلاف السُمك، اللون، والتركيب. كلما زادت قتامة وسمك الزجاج كلما قلت نفاذيته للحرارة. ويمكن زيادة كفاءة الوحدة بدمج أنواع مختلفة من الزجاج في الوحدة العازلة. وتعتمد قدرة الزجاج في العزل على نوع الإطار المعدني، السمك، الغاز المحقون (سواءً كان هواء أو أرجون أو أي غاز غير موصل) ولون الزجاج ونوعه (شفاف، ملون، مطلى). تزداد قدرة العزل بزيادة سمك الزجاج وفراغ الهواء.